# Spilornis holospilus
Spilornis holospilus là một loài chim trong họ Accipitridae.
Loài chim này được tìm thấy ở các đảo chính của Philippines. Nó đôi khi được coi là một giống đại bàng rắn vằn (Spilornis cheela). Loài này thường được tìm thấy trong các khu rừng, rừng mở, và đôi khi ở các vùng đất trồng cây phân tán. Đây là loài đặc hữu của Philippines. Loài này được tìm thấy trên hầu hết các đảo chính, ngoại trừ Palawan.